# Rodrigo Farofa
Rodrigo Antônio Rodrigues (São Carlos; 21 de abril de 2000), conocido deportivamente como Rodrigo Farofa, es un futbolista brasileño que juega como delantero en el Valencia Club de Fútbol Mestalla de la Segunda Federación, cedido por el Real Madrid Club de Fútbol.

## Biografía

### Grêmio Novorizontino
Rodrigo empezó a formarse como futbolista en las filas inferiores del Grêmio Novorizontino. En 2017 ascendió al equipo sub-20 para disputar la Copa São Paulo de Futebol Júnior, donde su rendimiento hizo que el entrenador Paulo Silas le subiera al primer equipo. El 29 de marzo de 2017 hizo su debut como futbolista profesional en un partido contra el Santos FC, donde dio una asistencia de gol a Henrique Roberto Rafael, que finalizó con un resultado de 3-1 a favor del conjunto santista.

### Real Madrid C. F.
El 13 de septiembre de 2017 el Real Madrid Club de Fútbol se hizo con los servicios de Rodrigo para la temporada 2017/18 para el equipo reserva por un desembolso de 4,5 millones de euros.
Tras su llegada al conjunto blanco, formó parte del juvenil "A" del equipo que disputó la Youth League, donde marcó 6 goles (tres a la Roma, dos al Viktoria Plzen y uno al CSKA Moscú). 
Durante la temporada 2019-20, el jugador forma parte del Real Madrid Castilla C. F. de la Segunda División B de España. Sin embargo, dos inoportunas lesiones le privaron de tener minutos y solo pudo disputar 4 encuentros a las órdenes de Raúl González Blanco. 

### C. F. Talavera de la Reina
El 24 de septiembre de 2020, el jugador es cedido al Club de Fútbol Talavera de la Reina de la Segunda División B de España por una temporada.

### Valencia Club de Fútbol Mestalla
El 8 de agosto de 2022, firma por el Valencia Club de Fútbol Mestalla de la Segunda Federación, cedido por el Real Madrid Club de Fútbol.

## Estadísticas

### Clubes
Actualizado al último partido disputado el 10 de agosto de 2022. Resaltadas temporadas en calidad de cesión.
| Club | Temporada     | Liga (1)      | Liga (1) | Liga (1) | Copas (2) | Copas (2) | Internacional (3) | Internacional (3) | Total (4) | Total (4) |
| Club | Temporada     | Div.          | Part.    | Goles    | Part.     | Goles     | Part.             | Goles             | Part.     | Goles     |
| --- | ------------- | ------------- | -------- | -------- | --------- | --------- | ----------------- | ----------------- | --------- | --------- |
| Grêmio Novorizontino | 2017          | Reg.          | 2        | –        | –         | –         | –                 | –                 | 2         | 0         |
| Grêmio Novorizontino | 2018          | Reg.          | 1        | –        | –         | –         | –                 | –                 | 1         | 0         |
| Total club | Total club    | Total club    | 3        | 0        | 0         | 0         | 0                 | 0                 | 3         | 0         |
| R. M. Castilla C. F. | 2018-19       | 2.ª B         | 2        | –        | –         | –         | Inaccesibles      | Inaccesibles      | 2         | 0         |
| R. M. Castilla C. F. | 2019-20       | 2.ª B         | 4        | –        | –         | –         | Inaccesibles      | Inaccesibles      | 4         | 0         |
| Total club | Total club    | Total club    | 6        | 0        | 0         | 0         | 0                 | 0                 | 6         | 0         |
| C. F. Talavera | 2020-21       | 2.ª B         | 14       | 2        | 5         | 1         | –                 | –                 | 19        | 3         |
| C. F. Talavera | 2021-22       | 1.ª RFEF      | 30       | 8        | 2         | 1         | –                 | –                 | 32        | 9         |
| Total club | Total club    | Total club    | 44       | 10       | 7         | 2         | 0                 | 0                 | 51        | 12        |
| Valencia C. F. Mestalla | 2022-23       | 2.ª RFEF      | –        | –        | –         | –         | –                 | –                 | 0         | 0         |
| Total carrera | Total carrera | Total carrera | 53       | 10       | 7         | 2         | 0                 | 0                 | 60        | 12        |
| (1) Incluye datos del Campeonato Paulista de carácter regional-estadual (2009-13). (2) Sin datos. En caso de equipo filial se refiere a los partidos de play-off. (4) No incluye goles en partidos amistosos. |               |               |          |          |           |           |                   |                   |           |           |